# Taye Diggs
Scott Leo "Taye" Diggs (n. 2 ianuarie 1971) este un actor american de teatru, film și televiziune. El este, probabil, cel mai bine cunoscut pentru rolurile sale din musicalul de pe Broadway Rent, din filmul How Stella Got Her Groove Back și din serialul de televiziune Private Practice.

## Filmografie
| An   | Film                           | Rol                                | Obs.            |
| ---- | ------------------------------ | ---------------------------------- | --------------- |
| 1998 | Judging Amy                    | Executorul judecătoresc            |                 |
| 1998 | How Stella Got Her Groove Back | Winston                            |                 |
| 1999 | Go                             | Marcus                             |                 |
| 1999 | The Wood                       | Roland                             |                 |
| 1999 | The Best Man                   | Harper Stewart                     |                 |
| 1999 | House on Haunted Hill          | Eddie Baker                        |                 |
| 2000 | The Way of the Gun             | Jeffers                            |                 |
| 2002 | New Best Friend                | Artie Bonner                       |                 |
| 2002 | Just a Kiss                    | Andre                              |                 |
| 2002 | Brown Sugar                    | Andre Romulus 'Dre' Ellis          | rolul principal |
| 2002 | Equilibrium                    | Andrew Brandt, un Cleric Grammaton |                 |
| 2002 | Chicago                        | șeful trupei (de muzică)           |                 |
| 2003 | Basic                          | Pike                               |                 |
| 2003 | Malibu's Most Wanted           | Sean (sau Blood Bath)              |                 |
| 2004 | Drum                           | Henry Nxumalo                      |                 |
| 2005 | Rent                           | Benjamin "Benny" Coffin III        |                 |
| 2007 | Slow Burn                      | Jeffrey Sykes                      |                 |
| 2008 | Days of Wrath                  | Steve Lerato                       |                 |
| 2009 | Dead of Night                  | vampirul Vargas                    |                 |
| 2010 | Our Family Wedding             | (un prieten de familie)            |                 |

## Apariții TV
| An           | Titlu                     | Rol                         | Obs.                                    |
| ------------ | ------------------------- | --------------------------- | --------------------------------------- |
| 2001         | Ally McBeal               | Jackson Duper               | 10 episoade                             |
| 2003         | Punk'd                    | în rolul său                | Episodul: 2.05                          |
| 2003         | Ed                        | în rolul său                | Episode: "Captain Lucidity"             |
| 2003         | The West Wing             | Agentul secret Wesley Davis | Episoade: "Twenty Five", "Commencement" |
| 2004         | America's Next Top Model  | în rolul său                | 1 episod                                |
| 2004-2005    | Kevin Hill                | Kevin Hill                  |                                         |
| 2006         | Cake                      | Hemingway Jones             |                                         |
| 2006         | Will & Grace              | James                       | 4 Episoade                              |
| 2006-2007    | Day Break                 | Detectivul Brett Hopper     |                                         |
| 2007-2009    | Grey's Anatomy            | Dr. Sam Bennett             | 3 Episoade                              |
| 2007-prezent | Private Practice          | Dr. Sam Bennett             |                                         |
| 2009         | The Super Hero Squad Show | Black Panther               | Voce                                    |
| 2009         | Better Off Ted            | Greg                        | Episodul: Love Blurts                   |